# 贝塔耶
贝塔耶（法語：Bétaille，法語發音：[betaj]）是法国洛特省的一个市镇，属于古尔东区。

## 地理
贝塔耶（44°56'38"N, 1°44'2"E）面积13.99 平方千米，位于法国奧克西塔尼大區洛特省，该省份为法国西南部内陆省份，北起顺时针与科雷兹省、康塔爾省、阿韦龙省、塔恩-加龙省、洛特-加龍省和多尔多涅省接壤。
与贝塔耶接壤的市镇（或旧市镇、城区）包括：比亚克、拉沙佩勒欧圣、凯萨克莱维涅、韦热讷、卡雷纳克、托里亚克、韦拉克。

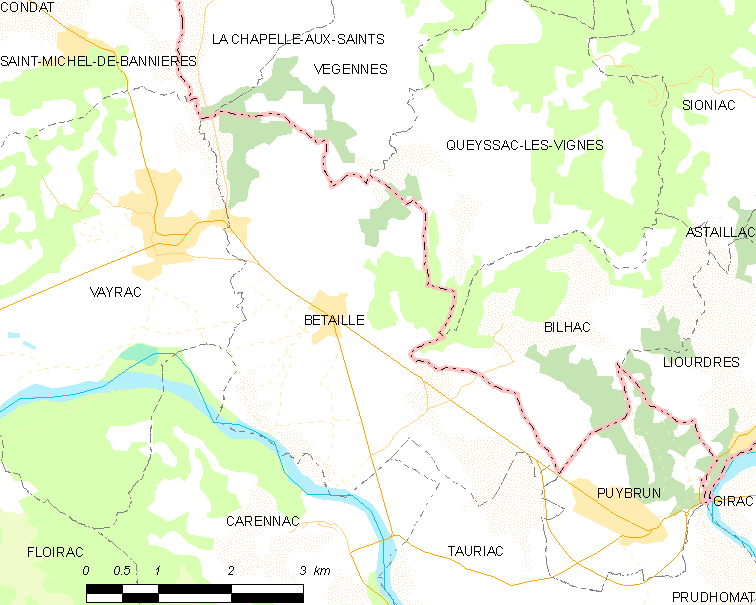
贝塔耶的OSM定位图

贝塔耶的时区为UTC+01:00、UTC+02:00（夏令时）。

## 行政
贝塔耶的邮政编码为46110，INSEE市镇编码为46028。

## 政治
贝塔耶所属的省级选区为马尔泰勒县。

## 人口

1962-2008年间贝塔耶人口变化图示

贝塔耶于2022年1月1日时的人口数量为1073人。